# Алфред Вебер
Алфред Вебер (на немски: Alfred Weber) е германски икономист, социолог и културен философ. Негов брат е германският юрист, икономист и социолог Макс Вебер.

## Биография
Вебер израства в Шарлотенбург, Берлин и завършва средното си образование там. Баща му е политикът Алфред Вебер старши – юрист, политик и депутат в Райхстага от Националната либерална партия, а майка му – социоложката Хелене Вебер (родена Фаленщайн). През 1888 г. Вебер започва следване в Бонския университет като изучава археология и история на изкуството. Следващата година се премества в Тюбингенския университет, където изучава юриспруденция. Завършва следването си 1892 г. в Берлин с първите държавни изпити, след което отхвърля военната служба. Паралелно с изпитите по право (1897 г.) той започва работа при икономиста Густав фон Шмолер над дисертация на тема Домашна индустрия. След научния си труд на същата тема (1900 г.) Вебер започва да преподава в Берлинския университет до 1904 г., когато е повикан в Германския университет в Прага. Там ръководи и обучава студенти като Франц Кафка, Макс Брод и Феликс Уелч.
Вебер е ангажиран с работа в „Националсоциалния съюз“ на Фридриг Нойман с политически цели. Заедно с други той подкрепя 1907 г. отделянето на Бохемия в една немска и една чешка част. През същата година се отзовава на призив за професорско място в Хайделбергския университет. Един от студентите му там е Ерих Фром. В обществото и стопанството той критикува нарастващата бюрокрация, както и създаването на синдикати. След началото на Първата световна война той се записва като доброволец на военна служба. През 1915 г. организира в Берлин една междупартийна конференция с военна цел. Идеите му са свързани с германска средноевропейска държава и разширяване на територията на запад. След военното примирие заедно със сътрудници основава Германската демократична партия и е избран за неин председател. Само месец по-късно отстъпва поста и се връща на преподавателското място в Хайделбергския университет. След бурни протести срещу националсоциалистическата политика той доброволно напуска учителския пост през 1933 г. След края на Втората световна война заедно с Карл Ясперс и други започва да издава месечното списание Die Wandlung (Промяната), става член на Германската социалдемократическа партия и подпомага Хайделбергския университет, за да го издигне отново в политически и научен аспект.
Като доказал се противник на националсоциализма, без негово съгласие, Алфред Вебер е предложен от Комунистическата партия на Германия за Бундеспрезидент, но с 85,6 % такъв става Теодор Хойс.

## Избрана библиография
- Reine Theorie des Standorts. Mohr, Tübingen, 1909.
- Religion und Kultur. Diederichs, Jena, 1912.
- Die Krise des modernen Staatsgedankens in Europa. Dt. Verlags-Anstalt, Stuttgart u.a., 1925.
- Kulturgeschichte als Kultursoziologie. Sijthoff, Leiden, 1935.
- Das Tragische und die Geschichte. [1943], Piper, München 1959.
- Abschied von der bisherigen Geschichte. Ueberwindung des Nihilismus? Francke, Bern, 1946.
- Mit Alexander Mitscherlich. Freier Sozialismus. Lambert Schneider, Heidelberg, 1946.
- Der dritte oder vierte Mensch. Vom Sinn des geschichtlichen Daseins. Piper, München, 1953.
- Einführung in die Soziologie. Piper, München, 1955.
- Schriften und Aufsätze 1897–1955. Hg. Josef Kepeszczuk, Piper, München, 1956.
- Haben wir Deutschen nach 1945 versagt? Politische Schriften. Hgn. Christa Dericum, Piper, München, 1979.